# 도키와다이역 (오사카부)
고후다이역(일본어: ときわ台駅, ときわだいえき)은 일본 오사카부 도요노군 도요노정에 있는 노세 전철 묘켄 선의 역이다. 역 번호는 NS13이다.
역명 그대로 인근 뉴타운 "도키와다이"의 관문이다.

## 역사
- 1968년 7월 7일: 영업 개시.

## 역 구조
남쪽에서 동쪽을 중심으로 도키와다이의 주택지가 확산되어 있다.
- 도요노 도키와다이 우체국
- 국도 제477호선

## 인접역
| 노세 전철 ■ 묘켄 선       | 노세 전철 ■ 묘켄 선 | 노세 전철 ■ 묘켄 선         |
| ------------------------- | ------------------- | --------------------------- |
| NS12 고후다이 우메다 방면 | ■ 보통              | 묘켄구치 NS14 묘켄구치 방면 |